# Brunette (співачка)
Елен Єремян (вірм. Էլեն Երեմյան, нар. 27 травня 2001, Єреван, Вірменія), більш відома за псевдонімом Brunette — вірменська співачка та авторка пісень. Вона представляла Вірменію на пісенному конкурсі Євробачення 2023 в Ліверпулі з піснею «Future Lover», де отримала 122 бали та посіла 14 місце.

## Кар'єра

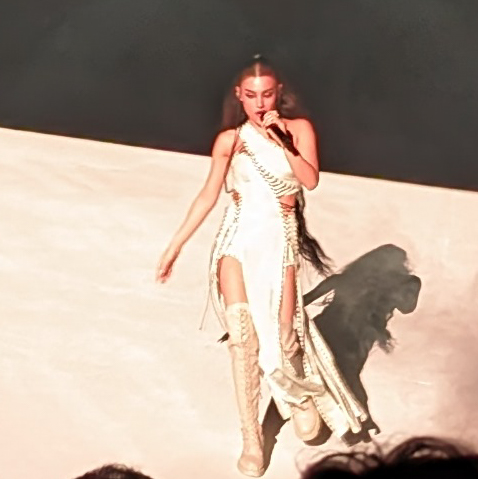
Brunette на сцені Євробачення 2023

Brunette співає із чотирьох років і пише музику з п'ятнадцяти.
Співачка випустила свій дебютний сингл «Love the Way Feel» у віці 18 років у співпраці з Nvak Foundation у вересні 2019 року. Brunette також є учасницею жіночого гурту En aghjiknery (укр. Ті дівчата), який відомий синглом 2022 року «Menq». У 2022 році Brunette випустила сингли «Gisher», «Smoke Break» та «Bac kapuyt achqerd»; останній став вірусним у соціальних мережах.
1 лютого 2023 було оголошено, що Brunette була обрана для представництва Вірменії на Євробаченні 2023. Її пісня для конкурсу Future Lover була випущена 15 березня 2023 року.

## Дискографія

### Сингли
| Заголовок               | Рік  | Альбом               |
| ----------------------- | ---- | -------------------- |
| «Love the Way You Feel» | 2019 | Сингли поза альбомом |
| «Gisher»                | 2022 | Сингли поза альбомом |
| «Smoke Break»           | 2022 | Сингли поза альбомом |
| «Bac kapuyt achqerd»    | 2022 | Сингли поза альбомом |
| «Future Lover»          | 2023 | Сингли поза альбомом |
| «Dimak»                 | 2023 | Сингли поза альбомом |